# 罗杰斯多项式
罗杰斯多项式又称连续q超球面多项式是一个以超几何函数定义的超几何正交多项式
{\displaystyle C_{n}(x;\beta |q)={\frac {(\beta ;q)_{n}}{(q;q)_{n}}}e^{in\theta }{}_{2}\phi _{1}(q^{-n},\beta ;\beta ^{-1}q^{1-n};q,q\beta ^{-1}e^{-2i\theta })}
其中 x = cos(θ).即{\displaystyle \theta =arccos(x)}

## 极限关系
Q梅西纳-帕拉泽克多项式→连续q超球面多项式
{\displaystyle P_{n}(cos\phi ;\beta |q)=C_{n}(cos\phi );\beta |q)}

## 图集
|  |  |  |

|  |  |  |